# Федотеиха
Федотеиха — опустевшая деревня в Красносельском районе Костромской области. Входит в состав Сидоровского сельского поселения.

## География
Находится в юго-западной части Костромской области в правобережной части района на расстоянии приблизительно 5 км на юг-юго-восток по прямой от районного центра поселка Красное-на-Волге.

## История
Известна была с 1872 года, когда здесь (тогда деревня Федотиха) было учтено 9 дворов, в 1907 году отмечено было 16 дворов.

## Население
Постоянное население составляло 37 человек (1872 год), 63 (1897), 74 (1907), 1 в 2002 году (русские 100 %), 0 в 2022.